# Timothy Thatcher
Timothy Moura (Sacramento, 2 de junio de 1983), más conocido como Timothy Thatcher, es un luchador profesional estadounidense, que trabajaba para la WWE en la marca NXT Siendo equipo con Tommaso Ciampa
Es el segundo y último hombre (después de Drew Galloway) en celebrar simultáneamente los Campeonatos Evolve y Open The Freedom Gate.

## Biografía

### Primeros años
Moura hizo su debut en la lucha profesional en septiembre de 2005 para Supreme Pro Wrestling en un partido perdido contra Drake Smith. Entre los nombres de Tim Moura y Timothy Thatcher, apareció en promociones como Supreme Pro Wrestling, All Pro Wrestling , Pro Wrestling Bushido, Championship Wrestling From Hollywood y Pro Wrestling Guerrilla, entre otros. Thatcher luego trabajaría para Insane Championship Wrestling y Source Wrestling, Preston City Wrestling, PROGRESS Wrestling, Southside Wrestling Entertainment y Westside Xtreme Wrestlingdonde es excampeón mundial de lucha libre unificado y campeón mundial de equipo de etiqueta. Thatcher se convirtió en Campeón de la Triple Corona en Supreme Pro Wrestling, ganando el SPW Extreme Championship, Heavyweight Championship y Tag Team Championship. Mientras estuvo en All Pro Wrestling, Thatcher se convirtió en dos veces campeón universal de peso pesado de APW y dos veces campeón mundial de Internet de APW .

### Westside Xtreme Wrestling (2013–2019)
Thatcher debutó en 2013 durante el Torneo AMBITION 4 de Westside Xtreme Wrestling, en un partido de cuartos de final perdido contra Heddi Karaoui. La noche siguiente, también compitió en el evento Back To The Roots XII de wXw, perdiendo en un partido de individuales contra Axel Dieter Jr.. Durante su mandato en wXw, Thatcher se convirtió en un campeón mundial de equipo de etiqueta de wXw y una vez en wXw Campeón mundial unificado de lucha libre.

### EVOLVE (2014–2019)
Thatcher hizo su debut EVOLVE en EVOLVE 31 en un Round Robin Challenge, perdiendo ante Drew Gulak. En EVOLVE 45, Thatcher se convirtió en un doble campeón, ganando tanto el Campeonato Open the Freedom Gate como el Campeonato de EVOLVE. Thatcher fue el campeón EVOLVE reinante más largo de la historia hasta que perdió ante Zack Sabre Jr.. el 25 de febrero de 2017 en EVOLVE 79, terminando su reinado a los 596 días.

### WWE (2020-2022)
El 2 de febrero de 2020, se informó que Thatcher firmó un contrato de desarrollo con WWE.
Debutó en NXT durante el show del 15 de abril de 2020, Thatcher fue revelado como el compañero de equipo de Matt Riddle, reemplazando a Pete Dunne. Thatcher y Riddle defendieron los Campeonatos en Parejas de NXT contra The Undisputed Era. Después del partido en una entrevista en el backstage, Thatcher le dijo a Riddle que defendería los títulos con él hasta que Dunne regresara.
Comenzando el 2021, en el 205 Live emitido el 22 de enero, junto a Tommaso Ciampa derrotaron a Ariya Daivari & Tony Nese en la 1.ª Ronda del Torneo Dusty Rhodes Tag Team Classic, avanzando a la 2.ª Ronda.
El 5 de enero de 2022, en una novena ronda de despidos desde que comenzara la Pandemia por COVID-19 y la primera del año, fue despedido de la empresa, junto con personal administrativos y talentos.

### Pro Wrestling NOAH (2022-2025)

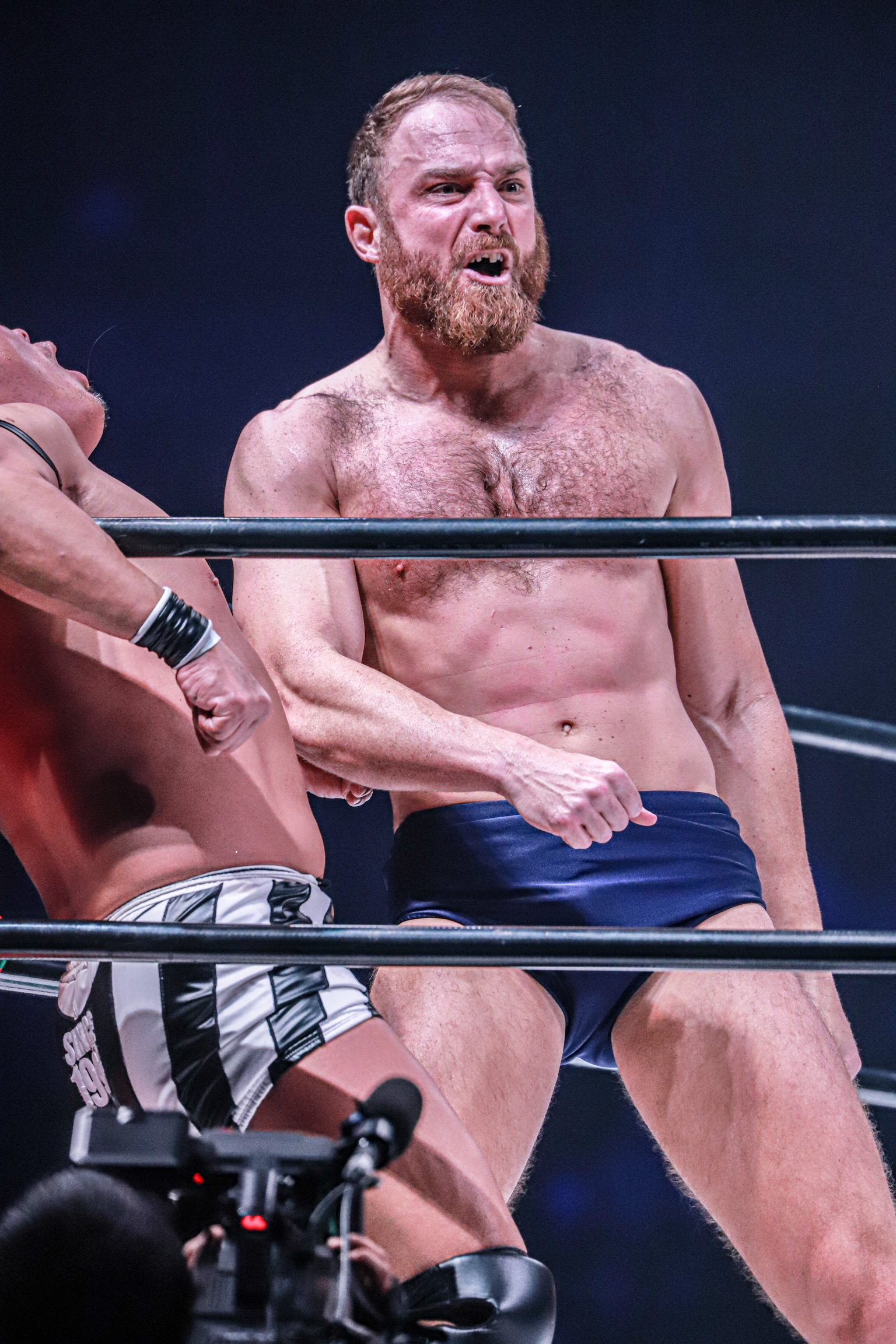
Thatcher el 22 de enero de 2023 en The Great Muta Final "Bye-Bye".

### WWE (2025-presente)
Thatcher hizo su regreso a WWE como parte de la marca WWE Evolve y como instructor en el Performance Center después de tres años fuera.

## Campeonatos y logros
- All Pro Wrestling
  - APW Universal Heavyweight Championship (2 veces)[5]
  - APW Worldwide Internet Championship (2 veces)[6]

- Championship Wrestling from Hollywood
  - CWFH Heritage Tag Team Championship (1 vez) – con Drew Gulak
  - UWN Tag Team Championship (1 vez) – con Drew Gulak[7]

- DDT Pro-Wrestling
  - Ironman Heavymetalweight Championship (1 vez)[8]

- Evolve
  - Evolve Championship (1 vez)
  - Open the Freedom Gate Championship (1 vez)
  - Style Battle Tournament (2014)[9]

- Pacific Northwest Wrestling
  - Pacific Northwest Light Heavyweight Championship (1 vez)

- Pro Wrestling Bushido
  - PWB Heavyweight Championship (1 vez)[10][11]

- Supreme Pro Wrestling
  - SPW Heavyweight Championship (1 vez)[12]
  - SPW Extreme Championship (1 vez)[13]
  - SPW Tag Team Championship (1 vez) – con Drake Frost[14]

- Westside Xtreme Wrestling
  - wXw Unified World Wrestling Championship (1 vez)
  - wXw World Tag Team Championship (1 vez) – con WALTER[15][16]
  - Ambition 9 (2018)
  - Road to 16 Carat Gold Tournament (2016)[17]
  - World Tag Team League (2017) – con WALTER[15]

- Wrestling Cares Association
  - WCA Golden State Tag Team Championship (1 vez) – con Oliver John[18]

- Pro Wrestling Noah
  - GHC Tag Team Championship (2 veces) – con Hideki Suzuki (1)[19][20] y Saxon Huxley (1).

- Pro Wrestling Illustrated
  - Situado en el #71 de PWI 500 luchadores individuales en 2016[21]